# Ronald Rolheiser
Ronald Rolheiser (Cactus Lake, Saskatchewan, 1947) es un sacerdote y escritor católico canadiense. Especializado en los campos de la espiritualidad cristiana y la teología sistemática, fue elegido en agosto de 2005 presidente de la Escuela Oblata de Teología de San Antonio (Texas). Recibió su doctorado en la Universidad Católica de Lovaina y es miembro de la Catholic Theological Society of America, la Canadian Theological Society, y la Religious Studies Association of Alberta. Anteriormente, ejerció como profesor en el Newman Theological College de Edmonton, Alberta. Pertenece a la orden de Misioneros Oblatos de María Inmaculada.
Rolheiser escribe regularmente una columna en el Catholic Herald, que se publica también en aproximadamente otros 90 periódicos de cinco países distintos.

## Obras
- The Shattered Lantern: Rediscovering a Felt Presence of God, Crossroad, 1995, rev. ed. 2001. ISBN 0-8245-1884-5
- Against an Infinite Horizon: The Finger of God in Our Everyday Lives, Crossroad, 1995, rev. ed. 2001. ISBN 978-0-8245-1586-7
- The Holy Longing: Guidelines for a Christian Spirituality, Doubleday, 1999. ISBN 978-0-385-49418-2
- The Restless Heart: Finding Our Spiritual Home in Times of Loneliness, Doubleday, 2004.  ISBN 978-0-385-51114-8
- Forgotten Among the Lilies: Learning to Love Beyond Our Fears, Doubleday, 2007. ISBN 978-0-385-51232-9
- Our One Great Act of Fidelity: Waiting for Christ in the Eucharist, Doubleday, 2011. ISBN 978-0-307-88705-4
- Prayer: Our Deepest Longing, Franciscan Media, 2013. ISBN 978-1-61636-657-5
- Sacred Fire: A Vision for a Deeper Human and Christian Maturity, Image, 2014. ISBN 978-0-8041-3914-4
- The Passion and the Cross, Franciscan Media, 2015. ISBN 978-1-61636-812-8
- Bruised and Wounded: Struggling to Understand Suicide, Paraclete Press, 2017. ISBN 978-1-64060-0843
- Wrestling with God: Finding Hope and Meaning in Our Daily Struggles to Be Human, Image, 2018. ISBN 978-0-8041-3946-5